# Crisi venezuelana del 1902-1903
La crisi venezuelana del 1902-1903 fu un blocco navale, durato dal dicembre 1902 al febbraio 1903, imposto da Regno Unito, Impero tedesco e Regno d'Italia nei confronti del Venezuela a seguito del rifiuto da parte del presidente venezuelano Cipriano Castro di pagare il debito estero e i danni subiti a cittadini europei durante la recente guerra civile venezuelana.
Castro pensava che, in virtù della dottrina Monroe, gli Stati Uniti avrebbero impedito eventuali azioni militari da parte di Stati europei, ma al momento gli Stati Uniti videro tale dottrina come riguardante solo un'eventuale occupazione territoriale, non un divieto di interventi militari. Con la promessa da parte degli Stati europei coinvolti che non ci sarebbe stata nessuna occupazione, il governo statunitense diede il via libera all'intervento. La flotta anglo-italo-tedesca impose il blocco navale, riuscendo facilmente a neutralizzare le navi della marina venezuelana, ma Castro rifiutò di cedere, preferendo presentare alcune delle richieste a un arbitrato internazionale, arbitrato che Castro aveva precedentemente rifiutato. La Germania contestò tale azione, in particolare sostenne che il Venezuela avrebbe dovuto accettare alcune delle richieste senza l'intervento dell'arbitrato.
Quando la stampa statunitense reagì negativamente ad alcuni incidenti, tra cui l'affondamento di due navi venezuelane e un bombardamento costiero, gli Stati Uniti misero sotto pressione le parti in causa affinché si accordassero e tennero in allerta le loro flotte più vicine alla zona del blocco. Col presidente Castro che si rifiutava di fare marcia indietro, la pressione degli Stati Uniti e la sempre più negativa reazione della stampa britannica e statunitense alla vicenda, le nazioni europee che avevano imposto il blocco accettarono un compromesso, mantenendo però il blocco navale durante i successivi negoziati. Il 13 febbraio 1903 si giunse alla firma di un accordo, che prevedeva il termine del blocco navale e obbligava il Venezuela a versare il 30% delle entrate dovute ai dazi doganali come risarcimento alle tre nazioni europee coinvolte.
Quando la Corte permanente di arbitrato si pronunciò assegnando un trattamento preferenziale alle tre nazioni autrici del blocco contro le rivendicazioni delle altre nazioni, gli Stati Uniti temettero che questa sentenza potesse incoraggiare futuri interventi europei. Questo episodio contribuì allo sviluppo del corollario Roosevelt alla dottrina Monroe, che affermava il diritto degli Stati Uniti a intervenire per stabilizzare gli affari economici dei paesi del Centroamerica e dei Caraibi nel caso che questi non fossero stati in grado di pagare i loro debiti internazionali, in modo da evitare ulteriori interventi europei. Nonostante che l'intervento degli Stati Uniti fosse limitato alla sola azione diplomatica, la difesa degli interesse statunitensi in centroamerica fa rientrare la crisi venezuelana all'interno della più vasta serie di conflitti noti come guerre della banana.

## Antefatti

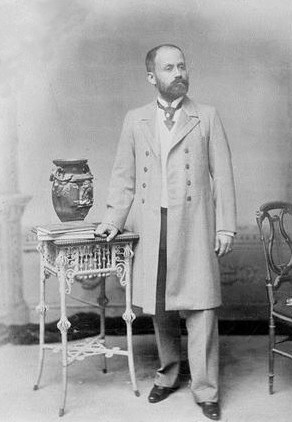
Il presidente venezuelano Cipriano Castro nel 1902

Sul finire del XIX secolo i commercianti tedeschi dominavano il settore dell'import/export e il sistema bancario informale del Venezuela. La maggior parte di questi, tuttavia, aveva poca influenza a Berlino, piuttosto erano industriali e banchieri tedeschi, compresi quelli collegati alla costruzione di ferrovie, ad avere connessioni ed influenza. I tumulti rivoluzionari che caratterizzarono il Venezuela dell'ultimo decennio dell'Ottocento li misero in difficoltà, tanto da costringerli a inviare "un flusso di lamentele e suppliche di protezione" a Berlino. Gli affari erano andati particolarmente male durante la guerra civile del 1892, che aveva portato Joaquín Crespo al potere e che aveva visto sei mesi di anarchia senza un governo effettivo, ma la successiva guerra civile del 1898 vide nuovamente prestiti forzati e la confisca di case e proprietà. Nel 1893 i francesi, gli spagnoli, i belgi e i tedeschi inviati a Caracas avevano convenuto che l'azione comune era la strada migliore per il risarcimento dei danni subiti dagli europei nella guerra civile del 1892, ma in quest'occasione tali danni furono pagati.
Anche se gli investimenti tedeschi in Venezuela erano complessivamente inferiori rispetto a quelli effettuati in Paesi come l'Argentina o il Brasile, la compagnia (di proprietà della Krupp) che gestiva la Gran Ferrocarril de Venezuela (Grande ferrovia del Venezuela), con un valore di 60 milioni di marchi era una delle più importanti imprese tedesche in Sud America. Nonostante una rinegoziazione dei termini di concessione nel 1896, i pagamenti del debito furono irregolari dopo il 1897 e cessarono nell'agosto del 1901.
Inoltre il presidente venezuelano Cipriano Castro, l'ultimo di una serie di caudillo che si erano succeduti al potere, fermò i pagamenti del debito estero appena conquistata la capitale Caracas, nel mese di ottobre 1899. La Gran Bretagna aveva problemi simili, possedendo oltre la metà del debito estero venezuelano, che nel 1881 ammontava a 15 milioni di dollari.
Nel luglio 1901 la Germania esortò il Venezuela in termini amichevoli a perseguire la richiesta di arbitrato internazionale attraverso la Corte permanente di arbitrato de L'Aia. Tra il febbraio e il giugno 1902 l'ambasciatore britannico in Venezuela inviò a Castro diciassette verbali circa le preoccupazioni del governo britannico, senza ricevere risposta a nessuno di essi. Castro presumeva che, per seguire la dottrina Monroe, gli Stati Uniti avrebbero evitato un intervento militare europeo. Il neoeletto presidente Theodore Roosevelt sentenziò invece che la Dottrina si riferiva solo all'occupazione militare del suolo del paese e quindi di per sé non vietava interventi militari. Nel luglio del 1901, ancora vicepresidente, Roosevelt disse:
(Theodore Roosevelt, luglio 1901)
Da presidente, Roosevelt ribadì tale linea di pensiero di fronte al Congresso il 3 dicembre 1901.

## Le forze in campo
Marina venezuelana: vapore Libertador, vapore General Rivas, vapore Mariscal de Ayacucho, goletta Carabobo, vapore Caura (dal 1896 pattugliatore fluviale del fiume Orinoco), vapore Zamora ex Derwent, General Crespo ex Gladwin, vapore Totomo, vapore Zumbador ex Augusto, vapore Restaurador (ex Atlanta) e vapore 23 de Mayo (ex Alliance). Acquisti di navi spagnole residuati bellici della guerra ispano-americana cannoniera Miranda (ex Diego Velasquez), torpediniera cannoniera Bolivar (ex Galicia).
Royal Navy: corazzata Dreadnought, incrociatori protetti Retribution, Indefatigable e Charybdis, corvetta Alert
Kaiserliche Marine: incrociatori protetti Vineta, Gazelle e Falke, cannoniera Panther, incrociatore Sperber, corvette Stosch e Charlotte.
Regia Marina (in squadra dal 16 dicembre 1902): incrociatore corazzato Carlo Alberto, ariete corazzato Giovanni Bausan, incrociatore Elba.
L'Ammiragliato britannico evitò l'ultilizzo di navi corazzate "moderne" e (a parte il Charybdis e l'Alert) si trattava di navi antiquate, invece la Kaiserliche Marine aveva 
uitlizzato navi di prima qualità (a parte le due corvette, usate solo per compiti ausiliari), la Regia Marina utilizzò navi relativamente vecchie, a parte il Carlo Alberto, varato nel 1896.

## I preparativi

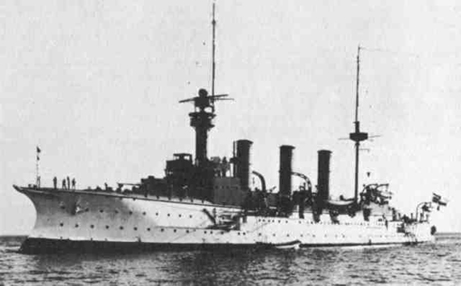
L'incrociatore protetto SMS Vineta, una delle navi che nel 1901 furono inviate sulle coste del Venezuela come dimostrazione di forza da parte dell'Impero tedesco

È tuttora poco chiaro come sia nata la cooperazione tra Gran Bretagna e Germania nell'operazione di blocco navale del Venezuela: sussistono infatti diversi pareri al riguardo della fonte di tale iniziativa. A metà del 1901, terminata la Ribellione dei Boxer, il cancelliere Bernhard von Bülow decise di rispondere alle preoccupazioni tedesche concernenti il Venezuela con una qualche forma di intervento militare e discusse con la Marina imperiale tedesca la fattibilità di un blocco navale. L'ammiraglio Otto von Diederichs voleva che, in caso di fallimento del blocco, si procedesse all'occupazione di Caracas. Disaccordi all'interno del governo tedesco sull'applicare o un blocco pacifista, che avrebbe consentito il transito delle navi neutrali, oppure un blocco di guerra, causarono numerosi ritardi; inoltre il Kaiser Guglielmo II rimaneva dubbioso circa l'azione militare. Tuttavia, alla fine del 1901, una nuova domanda di risarcimento da parte del governo tedesco fu sostenuta da una dimostrazione di forza navale, con l'invio della SMS Vineta e della SMS Falke sulla costa venezuelana.
Nel gennaio 1902 il Kaiser Guglielmo II dichiarò sospeso ogni tipo di blocco a causa dello scoppio di un'altra guerra civile in Venezuela, guidata dal finanziere Manuel Antonio Matos, che poteva portare al potere un governo più malleabile. A complicare ulteriormente le cose ci furono voci, dilagate negli Stati Uniti ed in Gran Bretagna secondo cui la Germania voleva il possesso dell'isola Margarita per trasformarla in una base navale; tuttavia già nel maggio del 1900 un sopralluogo eseguito dall'incrociatore tedesco SMS Vineta aveva precedentemente evidenziato come l'isola in questione non fosse adatta alla costruzione di una base militare, cosicché la Marina tedesca era divenuta maggiormente consapevole della vulnerabilità di una base navale situata molto lontano dalla Germania.
Alla fine del 1901, il Foreign Office iniziò a preoccuparsi del fatto che l'immagine della Gran Bretagna all'estero avrebbe potuto peggiorare, se fosse stato evidente che il paese non riusciva a difendere gli interessi dei suoi cittadini, al contrario della Germania che si prendeva cura di loro, e cominciò a sondare il terreno per una possibile azione comune, inizialmente ricevendo una risposta negativa. Agli inizi del 1902, finanzieri britannici e tedeschi lavorarono insieme per fare pressione sui rispettivi governi perché entrassero in azione contro il Venezuela. Il governo italiano, che aveva iniziato a sospettare l'esistenza di piani per costringere il Venezuela a pagare i debiti, cercò di farsi coinvolgere nelle operazioni, ottenendo il rifiuto di Berlino. La partecipazione del Regno d'Italia fu in seguito concordata con i britannici, "dopo che Roma aveva astutamente sottolineato che avrebbe potuto restituire il favore in Somalia" (after Rome had shrewdly pointed out that it could repay the favor in Somalia).
Nel giugno del 1902 Castro ordinò il sequestro della nave britannica The Queen, con l'accusa di portare aiuti ai ribelli impegnati in una nuova fase della guerra civile. Questo, assieme al fallimento della promessa di Castro di impegnarsi per via diplomatica col governo britannico, fece pendere la bilancia a favore di un intervento militare da parte della Gran Bretagna, con o senza la cooperazione tedesca.

Incrociatore Carlo Alberto nel 1902

Nel luglio 1902 il governo tedesco si dichiarò pronto a rivalutare la possibilità di un'azione comune, quando fu chiaro come l'insurrezione di Matos aveva portato solo a ulteriori abusi contro i cittadini tedeschi e le loro proprietà, abusi perpetrati sia dalle truppe ribelli sia da quelle governative. A metà agosto Gran Bretagna e Germania si accordarono per procedere a un blocco navale entro la fine dell'anno. In settembre la nave ribelle haitiana Crête-à-Pierrot dirottò una nave tedesca, il Markomannia, sequestrandone le armi che consegnò ai ribelli haitiani, dando luogo al cosiddetto incidente del Markomannia. La Germania inviò allora ad Haiti la cannoniera SMS Panther che, una volta trovata la Crête-à-Pierrot, dichiarò che l'avrebbe affondata. A quel punto l'ammiraglio ribelle Hammerton Killick, una volta evacuato l'equipaggio, si fece saltare in aria con la sua nave, aiutato dal fuoco della SMS Panther. Furono espresse preoccupazioni su come gli Stati Uniti avrebbero visto questa azione nel contesto della Dottrina Monroe, ma nonostante la consulenza dell'ufficio legale del Dipartimento di Stato descrisse l'affondamento come "illegale ed eccessivo", il Dipartimento di Stato approvò l'azione e il New York Times dichiarò che: "era nel pieno diritto della Germania fare un po' di pulizia per proprio conto" (Germany was quite within her rights in doing a little housecleaning on her own account).
Allo stesso modo l'acquisizione da parte della Gran Bretagna della piccola Patos, un'isola situata nel delta dell'Orinoco, tra il Venezuela e Trinidad e Tobago, all'epoca ancora fra i Territori Britannici d'Oltremare, sembrava non aver causato nessuna preoccupazione al governo di Washington, sebbene, essendo una rivendicazione territoriale, fosse vicina a sfidare la Dottrina Monroe. L'11 novembre, durante una visita di Guglielmo II a suo zio, il re Edoardo VII, svoltasi a Sandringham House, fu firmato un "patto di ferro", che lasciava però irrisolti i dettagli chiave successivi al primo passo dell'operazione, che era quello d'impadronirsi delle cannoniere della marina venezuelana. L'accordo specificava che il problema venezuelano andava risolto in modo soddisfacente per entrambi i paesi, precludendo al Venezuela la possibilità di accordarsi con uno solo dei due. L'accordo fu motivato anche dai timori tedeschi che la Gran Bretagna avrebbe potuto ritirarsi all'ultimo dall'operazione, lasciando la Germania esposta da sola alla rabbia degli Stati Uniti. La reazione della stampa britannica all'accordo fu fortemente negativa, col Daily Mail che dichiarava che la Gran Bretagna era ora "vincolata da un impegno a seguire la Germania in qualsiasi selvaggia impresa che il governo tedesco pensi sia appropriato intraprendere" (bound by a pledge to follow Germany in any wild enterprise which the German Government may think it proper to undertake).
Nel corso del 1902 gli Stati Uniti ricevettero indicazioni diverse da Gran Bretagna, Germania e Italia sulle intenzione o meno di passare all'azione, dichiarando che fino a quando non sarebbe stata messa in atto nessuna occupazione territoriale, il governo statunitense non si sarebbe opposto ad alcuna azione. L'ambasciatore britannico in Venezuela sottolineò la necessità di mantenere segreti i piani, sostenendo che sussisteva il rischio che gli Stati Uniti potessero avvertire Castro, dando la possibilità alla marina venezuelana di nascondere le cannoniere di stanza nell'Orinoco.
Il 7 dicembre 1902 la Gran Bretagna e la Germania mandarono un ultimatum al Venezuela, nonostante non ci fosse ancora accordo sul tipo di blocco da effettuare, se di tipo pacifico, come voleva la Germania, o di guerra, come voleva invece la Gran Bretagna. La Germania alla fine accettò il blocco di guerra e, in mancanza di una risposta venezuelana all'ultimatum, un blocco navale ufficioso fu imposto il 9 dicembre. L'11 dicembre l'Italia presentò il suo ultimatum, anche questo respinto dal Venezuela. Il presidente Castro sostenne che l'ultima parola dovevano averle le leggi nazionali in materia, dicendo che il debito estero non era mai stato oggetto di discussioni al di là della garanzie offerte dalle leggi venezuelane riguardanti il debito pubblico.

## Il blocco

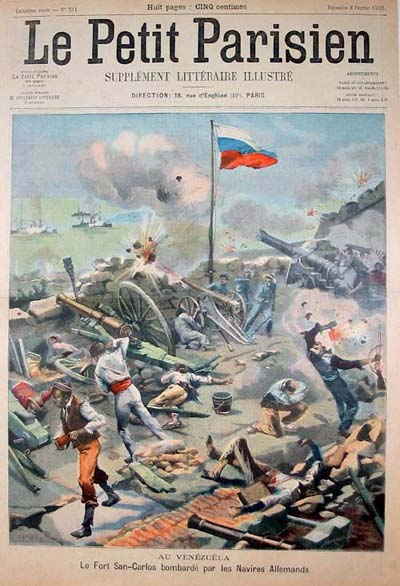
Copertina de Le Petit Parisien dedicata al bombardamento di Forte San Carlos

Operativamente, l'accordo fra britannici e tedeschi era che i britannici avrebbero occupato la parte orientale della costa del Venezuela (compresa la foce dell'Orinoco), mentre i tedeschi avrebbero occupato la parte occidentale (compreso il golfo di Maracaibo). Il giorno 9 dicembre i marinai tedeschi ed inglesi occuparono la città portuale di La Guaira ed evacuarono tutti i loro connazionali (compresi i diplomatici) per evitare rappresaglie da parte dei venezuelani. La forza britannica era composta dal "Particular Service Squadron", ai comandi del commodoro Robert Montgomerie, che comprendeva anche la sloop-of-war HMS Alert e l'incrociatore protetto HMS Charybdis. Un contingente navale italiano arrivò a sostegno del blocco il 16 dicembre formato dall'ariete torpediniere Giovanni Bausan e dall'incrociatore corazzato Carlo Alberto. Nei due giorni successivi, in cui la marina venezuelana provava ad ingaggiare piccole schermaglie con le navi europee, furono catturate quattro navi da guerra venezuelane. I tedeschi, in mancanza della possibilità di trainare navi fino a Curaçao, decisero semplicemente di affondare due delle navi catturate che si erano dimostrate non in condizione di reggere il mare. Sulla terra, dove Castro era più forte, l'esercito venezuelano arrestò più di 200 britannici e tedeschi residenti a Caracas, costringendo le forze europee a far sbarcare truppe per mettere in salvo i loro cittadini ancora liberi. Il 13 dicembre, dopo che un mercantile britannico fu fermato e il suo equipaggio tenuto temporaneamente agli arresti da militari venezuelani, i britannici chiesero scuse ufficiali e, non avendone ricevute, l'incrociatore britannico Charybdis iniziò un bombardamento contro le fortezze di Puerto Cabello e di La Guaira, assistita nelle operazioni dal tedesco Vineta. Il tiro delle navi europee ridusse ben presto il fuoco di risposta delle fortezze, senza provocare perdite fra i civili., in seguito a ciò fu possibile far sbarcare distaccamenti di marinai che ridussero al silenzio tutte le fortificazioni.
Lo stesso giorno, i governi di Londra e Berlino ricevettero da Washington una richiesta inoltrata da Castro, in cui il presidente venezuelano chiedeva di sottoporre la questione ad un arbitrato internazionale, cosa non gradita alle nazioni europee coinvolte, a causa delle preoccupazioni circa la reale applicabilità di ogni soluzione proposta. Inoltre, l'offerta di Castro inizialmente riguardava solo i debiti per i danni della guerra civile del 1898 e non faceva menzione dei debiti precedenti. La Germania era convinta che tali richieste non dovessero essere sottoposte a un arbitrato, ma la Gran Bretagna era al contrario più disposta in linea di principio ad accettare l'arbitrato, e suggerì un compromesso. La minaccia di un arbitrato costrinse la Gran Bretagna a passare alla fase successiva delle operazioni, in modo da poter iniziare i negoziati da una posizione di forza: fu quindi fissato al 20 dicembre l'inizio del blocco ufficiale. Come risultato di una combinazione di problemi di comunicazione e di ritardi nelle operazioni, l'avviso dell'inizio del blocco ufficiale da parte dei britannici fu pubblicato il 20 dicembre, ma il blocco tedesco di Puerto Cabello fu imposto solo il 22 dicembre, mentre quello a Maracaibo il 24 dicembre. Nel frattempo, mentre Gran Bretagna e Germania stavano valutando un'offerta di Castro, l'opinione pubblica statunitense iniziò a giudicare sempre più negativamente il blocco navale, facendo espliciti riferimenti alla presenza nelle vicinanze del Venezuela della flotta statunitense al comando dell'ammiraglio George Dewey, impegnata in alcune esercitazioni nelle acque di Porto Rico. Nonostante ciò, né il governo né la stampa britannica consideravano un intervento da parte degli Stati Uniti come una seria possibilità.
Il 17 gennaio 1903, la Panther, inseguendo una goletta venezuelana che era uscita da Maracaibo, si incagliò presso il forte di San Carlos de la Barra, che proteggeva l'entrata del porto della città ed aveva anche cannoni Krupp da 80 mm, capaci, alla breve dsitanza, di perforare lo scafo della Panther. Il duella fra Panther e il forte provcò danni solo alla nave, quindi fu invitato il Vineta a coprire le navi ausiliarie che dovevano disincagliare il Panther. L'intervento del Vineta provocò circa 40 morti (altre fonti indicano 25, distruggendola. L'azione non era stata approvata dal comando britannico, che dopo l'incidente del 13 dicembre aveva chiesto che non fosse intrapresa nessuna ulteriore azione senza la consulenza di Londra. Il messaggio non era però stato passato al comando tedesco, a cui in precedenza era stato detto di seguire gli ordini del comando britannico spingendo le autorità venezuelane ad arrestare cittadini tedeschi e britannici residenti in Maracaibo. L'incidente causò negli Stati Uniti notevoli reazioni negative della stampa contro la Germania, i tedeschi accusarono i venezuelani di aver aperto il fuoco per primi e che i britannici erano d'accordo, anche se questi ultimi classificarono il bombardamento come un intervento "sfortunato ed inopportuno". L'Auswärtiges Amt, il ministero degli esteri tedesco, dichiarò che la tentata incursione della Panther nella laguna di Maracaibo fu motivata dal desiderio di garantire l'efficace del blocco di Maracaibo, impedendo alla confinante Colombia di mandare rifornimenti al Venezuela. In seguito Roosevelt informò l'ambasciatore tedesco che la flotta dell'ammiraglio Dewey, di stanza a Porto Rico, aveva l'ordine di tenersi pronta a salpare con un'ora di preavviso.
Dopo l'ultimatum di dicembre al Venezuela, gli Stati Uniti chiesero una valutazione delle capacità difensive del Venezuela, confidando che la United States Navy potesse respingere un'eventuale invasione tedesca. La pubblicazione di un libro bianco del governo britannico, rivelante la natura dell'accordo "di ferro" con la Germania, fece infuriare la stampa britannica, anche perché l'unione di interessi britannici e tedeschi per la semplice raccolta di alcuni debiti esteri venne considerata pericolosa e inutile. Questa situazione fu esemplificata dalla poesia a sfondo polemico The Rowers ("I Canottieri") di Rudyard Kipling, pubblicata sul Times del 22 dicembre. In particolare, tale poesia includeva le parole:
(Rudyard Kipling, The Rowers, 22 dicembre 1902)
Il 17 dicembre, la Gran Bretagna comunicò ufficiosamente agli Stati Uniti che in linea di principio era favorevole ad accettare un arbitrato e che la Germania sarebbe stata presto anch'essa d'accordo, e infatti lo fu il 19 dicembre. Il rifiuto di Castro a cedere alle richieste europee nel rispetto della Dottrina Monroe, quindi senza nessuna occupazione territoriale, era problematico. Inoltre, la reazione negativa della stampa britannica e statunitense fece alzare i costi dell'intervento, in particolare per la Germania, i cui rapporti con gli Stati Uniti erano molto più fragili rispetto a quelli della Gran Bretagna e che prendeva in seria considerazione l'opinione della stampa britannica. La Germania si era limitata a eseguire gli ordini della Gran Bretagna, che ebbe il comando sia nella fase di pianificazione che in quella esecutiva, e come l'ambasciatore britannico a Berlino osservò: "L'idea di un arbitrato non piaceva a loro [al governo tedesco], ma lo accettarono subito, perché lo avevamo proposto noi [la Gran Bretagna]" (The idea of arbitration did not smile on them, but they accepted it at once because we had proposed it). Quattordici anni dopo, nel corso di una campagna presidenziale sullo sfondo della prima guerra mondiale, l'allora presidente degli Stati Uniti Theodore Roosevelt sostenne che l'accettazione dell'arbitrato da parte della Germania era dovuta solo alla minaccia, da parte dello stesso Roosevelt, che la flotta di Dewey avrebbe attaccato le navi tedesche in acque venezuelane. Tale affermazione non è però mai stata provata da nessun documento.

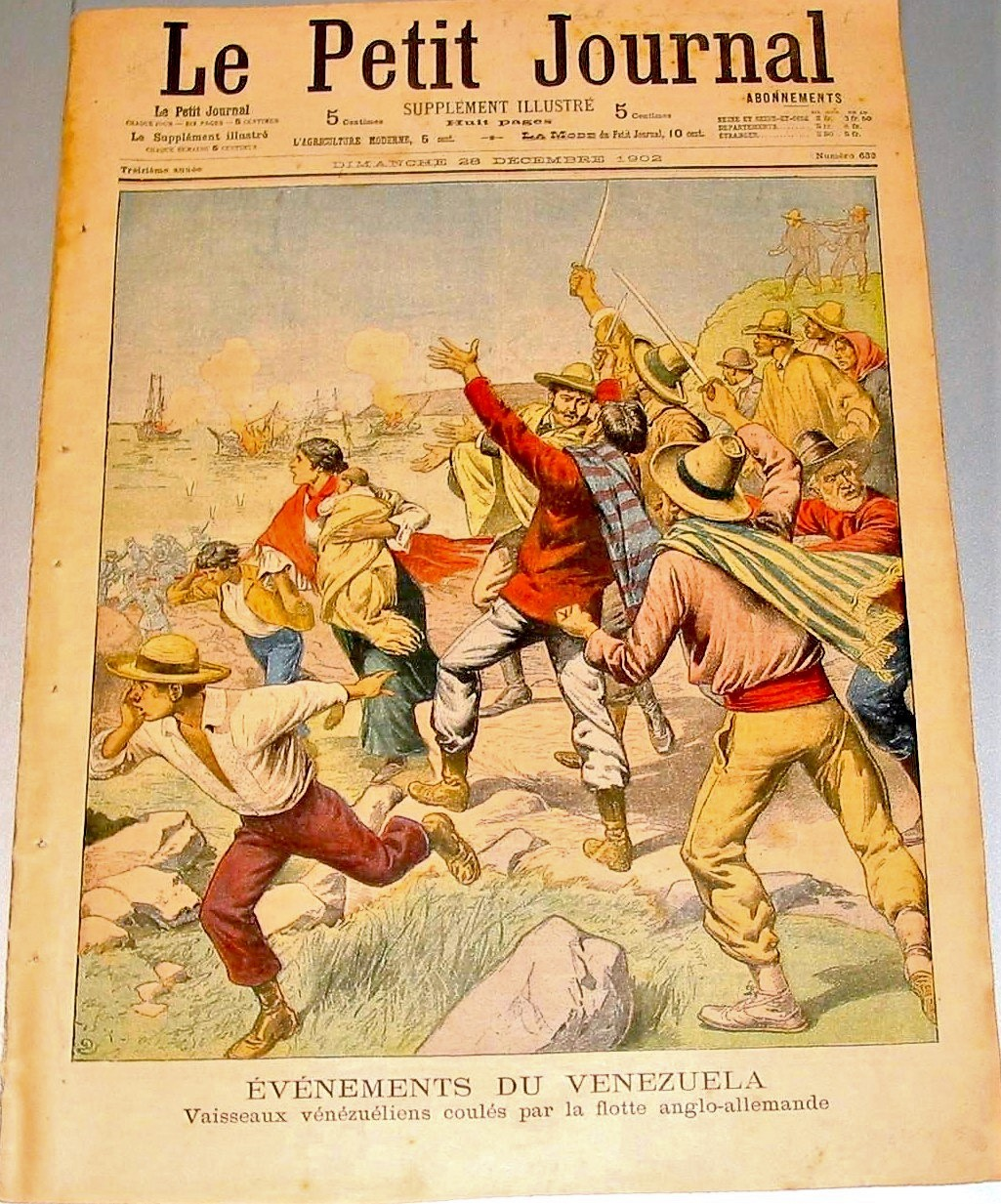
Copertina de Le Petit Journal del 28 dicembre 1902 dedicata al blocco navale del Venezuela

Tuttavia, dopo che il 18 dicembre fu annunciato che una flotta della United States Navy, di cui facevano parte anche alcune navi di stanza a Trinidad, vicino alla costa venezuelana, si sarebbe diretta ad ovest per trascorrere il Natale in alcuni porti dell'India, l'ambasciata tedesca a Washington chiese chiarimenti al governo degli Stati Uniti. Il Segretario di Stato osservò poi che il messaggio tedesco era "quanto di più vicino ad una minaccia diretta nei limiti del linguaggio diplomatico" (were as close to a direct threat as it was possible to come in diplomatic parlance.). Roosevelt sostenne inoltre che la Germania aveva l'intenzione di prendere possesso di un porto venezuelano dove poter stabilire una base militare permanente, ed era noto che l'ambasciatore tedesco in Venezuela nutriva tali ambizioni. Tuttavia, la documentazione storica suggerisce che il Kaiser Guglielmo II non aveva alcun interesse nell'organizzare un'impresa di quel tipo, che le sue motivazioni erano limitate agli insulti rivolti da Castro al prestigio della Germania e che diede il via libera alle operazioni solo dopo che fu sicuro che il ruolo principale sarebbe stato giocato dalla Gran Bretagna.

## Conseguenze

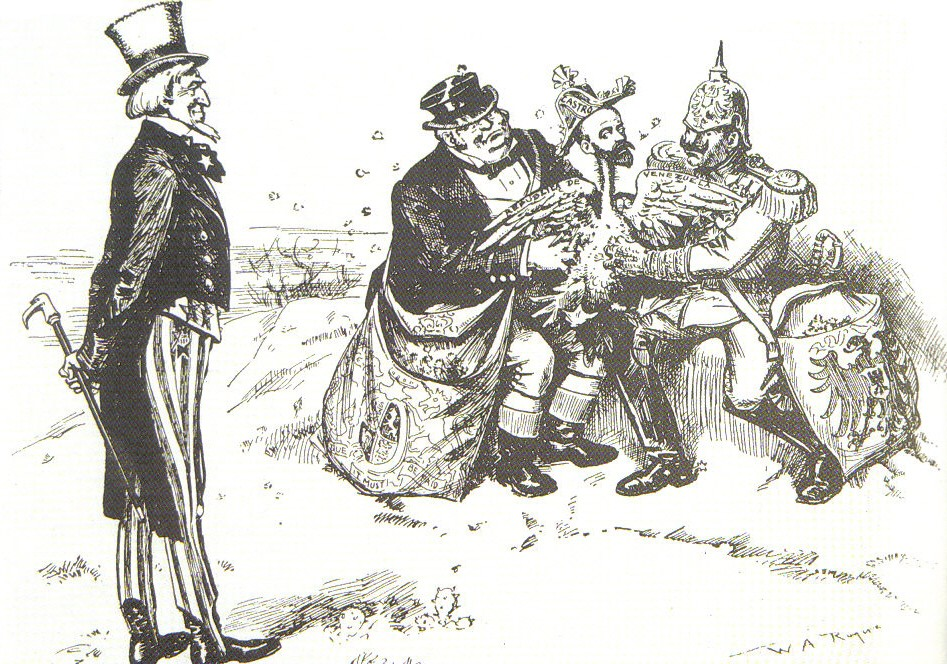
Caricatura di Cipriano Castro, disegnata da William Allen Rogers ed apparsa sul New York Herald nel gennaio 1903. Castro è rappresentato come un'oca magra e senza piume, tenuta ferma da Germania e Gran Bretagna sotto lo sguardo dello Zio Sam.

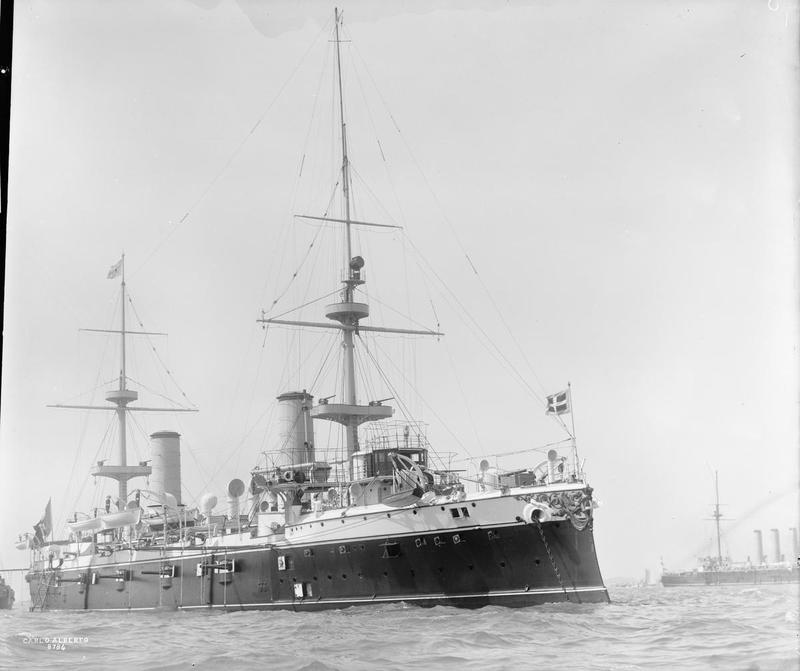
Incrociatore Carlo Alberto

Dopo aver accettato l'arbitrato a Washington, il 13 febbraio Gran Bretagna, Germania e Italia raggiunsero un accordo col Venezuela, riportato nel Protocollo di Washington. I debiti del Venezuela erano molto superiori al reddito, nello specifico 120 milioni di Bolívar con 46 milioni di interesse, a essi si sommavano i 186 milioni chiesti come risarcimento per danni di guerra per un totale di 352 milioni, a fronte di un reddito annuo di 30 milioni. L'accordo ridusse il debito complessivo da pagare a 150 milioni e creò un piano per il pagamento che teneva conto del reddito del paese. Il Venezuela accettò in principio di versare alle nazioni creditrici il 30% delle entrate dovute ai dazi doganali dei suoi due maggiori porti, La Guaira e Puerto Cabello. Ognuna delle nazioni europee coinvolte ricevette inizialmente 27 500 dollari, in aggiunta alla Germania furono promessi altri 340 000 dollari entro tre mesi. Il blocco navale fu infine tolto il 19 febbraio 1903. Gli accordi di Washington prevedevano l'istituzione una serie di commissioni miste col compito di giudicare i reclami inoltrati contro il Venezuela, commissioni composte da un rappresentante del Venezuela, un rappresentante delle nazioni europee in causa e un arbitro super partes. Queste commissioni, a parte alcune eccezioni, lavorarono in modo soddisfacente, le loro sentenze furono accettate e le controversie furono considerate risolte.
Tuttavia, le nazioni europee autrici del blocco chiedevano un trattamento preferenziale alle loro proposte, cosa che fu respinta dal Venezuela. Il 7 maggio 1903 un totale di dieci nazioni, compresi gli Stati Uniti, sporsero rimostranze contro il Venezuela, rivolgendosi alla Corte permanente di arbitrato de L'Aia.
La Corte si pronunciò il 22 febbraio 1904, dichiarando che le tre nazioni autrici del blocco avevano diritto a un trattamento preferenziale nel pagamento dei loro crediti. Gli Stati Uniti furono per principio in disaccordo con la decisione, temendo che tale sentenza avrebbe potuto incoraggiare futuri interventi europei in situazioni analoghe. La conseguenza fu la stesura del Corollario Roosevelt alla Dottrina Monroe, descritto da Theodore Roosevelt in un messaggio al Congresso del 1904. Il Corollario stabiliva il diritto degli Stati Uniti a intervenire per stabilizzare gli affari economici dei piccoli Stati dei Caraibi e dell'America Centrale, nel caso questi non fossero stati in grado di far fronte al debito estero, in modo da scongiurare futuri interventi europei. La crisi venezuelana, e in particolare la sentenza della Corte de L'Aia, furono gli elementi chiave per la nascita del Corollario.